# Episodi di Big Love (quarta stagione)
La quarta stagione della serie televisiva Big Love è andata in onda negli Stati Uniti dal 10 gennaio 2010 su HBO.
In Italia è andata in onda dall'8 settembre al 3 novembre 2010 su FX.
| nº | Titolo originale          | Titolo italiano          | Prima TV USA     | Prima TV Italia   |
| -- | ------------------------- | ------------------------ | ---------------- | ----------------- |
| 1  | Free at Last              | Finalmente liberi        | 10 gennaio 2010  | 8 settembre 2010  |
| 2  | The Greater Good          | Il bene più grande       | 17 gennaio 2010  | 15 settembre 2010 |
| 3  | Strange Bedfellows        | Ora o mai più            | 24 gennaio 2010  | 22 settembre 2010 |
| 4  | The Mighty and the Strong | Il potere e la forza     | 31 gennaio 2010  | 29 settembre 2010 |
| 5  | Sins of the Father        | Le colpe di un padre     | 7 febbraio 2010  | 6 ottobre 2010    |
| 6  | Under One Roof            | Sotto lo stesso tetto    | 14 febbraio 2010 | 13 ottobre 2010   |
| 7  | Blood Atonement           | Per amore o per vendetta | 21 febbraio 2010 | 20 ottobre 2010   |
| 8  | Next Ticket Out           | Questione di priorità    | 28 febbraio 2010 | 27 ottobre 2010   |
| 9  | End of Days               | La verità                | 7 marzo 2010     | 3 novembre 2010   |